# Minimum-Maximum
| Recensione | Giudizio |
| ---------- | -------- |
| AllMusic   |          |

Minimum-Maximum è il primo album dal vivo ufficiale del gruppo musicale tedesco Kraftwerk, pubblicato nel 2005. Le tracce sono state registrate durante le esibizioni del gruppo nel tour che prende il nome dell'album, intrapreso tra il 2003 e il 2004.

## Descrizione
Come in molti altri album dei Kraftwerk, anche per Minimum-Maximum sono state pubblicate due versioni, una in tedesco e una internazionale, le cui differenze si riscontrano nella lingua in cui vengono cantate alcune tracce.
All'interno dell'album compare come traccia inedita il brano Planet of Visions, una versione riarrangiata del brano Expo 2000 da parte del club techno di Detroit Underground Resistance.
Il disco è stato pubblicato il 6 giugno 2005 in Europa, il 7 giugno negli Stati Uniti, il 10 agosto in Giappone. Il 5 dicembre 2005 è stata pubblicata la versione DVD dell'album, assieme al set Notebook contenente il CD, il DVD dell'album e un libro con foto del tour. Anche in questo caso sono state pubblicate le versioni tedesca e internazionale dell'album.
Minimum-Maximum è stato inoltre candidato nel 2006 per i Grammy Award.

## Tracce

### Edizione internazionale
Disco 1
1. The Man-Machine – 7:55 (testo: Ralf Hütter – musica: Ralf Hütter, Karl Bartos) – Warszawa, Sala Kongresowa
2. Planet of Visions – 4:45 (Ralf Hütter, Florian Schneider, Fritz Hilpert) – Ljubljana, Krizanke
3. Tour de France (Étape 1) – 4:22 (Ralf Hütter, Florian Schneider, Fritz Hilpert, Maxime Schmitt) – Riga, Olimpiska Hall
4. Chrono – 1:29 (Ralf Hütter, Florian Schneider, Fritz Hilpert) – Riga, Olimpiska Hall
5. Tour de France (Étape 2) – 4:48 (Ralf Hütter, Florian Schneider, Fritz Hilpert, Maxime Schmitt) – Riga, Olimpiska Hall
6. Vitamin – 6:41 (Ralf Hütter, Fritz Hilpert) – Moscow, Lushniki
7. Tour de France – 6:18 (Karl Bartos, Ralf Hütter, Florian Schneider) – Paris, Le Grand Rex
8. Autobahn – 8:51 (testo: Ralf Hütter, Emil Schult – musica: Ralf Hütter, Florian Schneider) – Berlin, Tempodrom
9. The Model – 3:41 (testo: Ralf Hütter, Emil Schult – musica: Karl Bartos, Ralf Hütter) – London, Brixton Academy
10. Neon Lights – 5:58 (testo: Ralf Hütter – musica: Florian Schneider, Ralf Hütter, Karl Bartos) – London, Royal Festival Hall

Durata totale: 54:48
Disco 2
1. Radioactivity – 7:41 (testo: Ralf Hütter, Emil Schult – musica: Ralf Hütter, Florian Schneider) – Warszawa, Sala Kongresowa
2. Trans Europa Express – 5:01 (testo: Ralf Hütter, Emil Schult – musica: Ralf Hütter) – Budapest, Sportarena
3. Metal on Metal – 4:28 (Ralf Hütter) – Budapest, Sportarena
4. Numbers – 4:27 (Karl Bartos, Florian Schneider, Ralf Hütter) – San Francisco, The Warfield
5. Computer World – 2:55 (testo: Ralf Hütter, Emil Schult – musica: Karl Bartos, Ralf Hütter) – Moscow, Lushniki
6. Home Computer – 5:55 (testo: Florian Schneider – musica: Ralf Hütter, Karl Bartos, Florian Schneider) – Warszawa, Sala Kongresowa
7. Taschenrechner – 2:58 (testo: Ralf Hütter, Emil Schult – musica: Ralf Hütter, Karl Bartos) – Moscow, Lushniki
8. Dentaku – 3:15 (testo: Ralf Hütter, Emil Schult – musica: Ralf Hütter, Karl Bartos) – Tokyo, Shibuya Ax
9. Die Roboter – 7:23 (Ralf Hütter, Karl Bartos, Florian Schneider) – Moscow, Lushniki
10. Elektro-Kardiogramm – 4:41 (Ralf Hütter, Fritz Hilpert) – Tallinn, Exhibition Hall
11. Aéro Dynamik – 7:14 (Ralf Hütter, Florian Schneider, Fritz Hilpert) – Riga, Olimpiska Hall
12. Music Non Stop – 9:51 (Ralf Hütter, Karl Bartos, Florian Schneider) – Moscow, Lushniki

Durata totale: 65:49

### Edizione tedesca
Disco 1
1. Die Mensch-Machine – 7:55
2. Planet der Visionen – 4:45
3. Tour de France (Étape 1) – 4:22
4. Chrono – 1:29
5. Tour de France (Étape 2) – 4:48
6. Vitamin – 6:41
7. Tour de France – 6:18
8. Autobahn – 8:51
9. Das Modell – 3:41
10. Neonlicht – 5:58

Durata totale: 54:48
Disco 2
1. Radioaktivität – 7:41
2. Trans-Europa Express – 3:21
3. Abzug – 1:40 (Ralf Hütter) – Riga, Olimpiska Hall
4. Metall auf Metall – 4:28
5. Nummern – 4:27
6. Computerwelt – 2:55
7. Heimcomputer – 5:55
8. Taschenrechner – 2:58 (Karl Bartos, Ralf Hütter, Emil Schult) – Berlin, Tempodrom
9. Dentaku – 3:15
10. Die Roboter – 7:23
11. Elektro-Kardiogramm – 4:41
12. Aero Dynamik – 7:14
13. Music Non Stop – 9:51

Durata totale: 65:49

## Formazione
- Ralf Hütter - voce, sintetizzatore software, tastiere
- Florian Schneider - voce secondaria, sintetizzatore software, vocoder
- Fritz Hilpert - sintetizzatore software
- Henning Schmitz - sintetizzatore software

## Classifiche
- Germania #26[3]
- Austria #33[4]
- Svizzera #58[5]